# Fort Minor
A Fort Minor Mike Shinoda mellékprojektje. A zenekar első albuma, a The Rising Tied 2005-ben jelent meg két kislemezzel egy időben, a "Where'd You Go"-val és a "Remember the Name"-mel. Hivatalos rajongói klubjuk a Fort Minor Militia, ami hasonló a Linkin Park Undergroundhoz.

## Története
Shinoda 1993 óta tanul zongorázni. Az 1990-es évek közepén csatlakozott a dobos Rob Bourdonhöz, a gitáros Brad Delsonhoz, a basszusgitáros Dave "Phoenix" Farrellhez, és a DJ Joe Hahnhoz. Ezt a zenekart Xero-nak hívták, majd 1998-ban Hybrid Theory-ra nevezték át. A következő évben az énekes Chester Bennington csatlakozott hozzájuk. Ekkor az együttes újra nevet váltott; Linkin Park lett. A Warner Bros. Records gondozásában 2000-ben adták ki az első albumukat, a Hybrid Theory-t. A Linkin Parkban Shinoda rappelt és szintetizátorozott. Az albumokhoz is ő tervezte a borítókat. A Hybrid Theory 3 Grammy díjra volt jelölve és több mint 24 milliót adtak el belőle.
2004 végén Shinoda elkezdte a Fort Minor dalainak felvételét. A The Rising Tied-ot, a Fort Minor debütáló albumát 2005 novemberében adták ki. Robert Hales rendezte a "Petrified" klipjét, ami októberben lett kiadva. Jay-Z volt a The Rising Tied vezető producere. A "Where'd You Go", az album első kislemeze, Billboard Hot 100 toplistán a 4. helyet érte el; a második kislemez, a "Remember the Name" a 66.-at. A "Kenji" című szám a Shinoda család második világháború alatti történetét írja le.
A "Where'd You Go" sikerei miatt a The Rising Tied-ből 45%-kal több fogyott, és a "Where'd You Go" a 104. helyről feljött a 89.-re a Billboard 200-on. A "Where'd You Go" megkapta a "Ringtone of the Year" díjat a 2006-os MTV Video Music Awards-on. 2006 augusztusának közepén a Fort Minor a Summer Sonic-on koncertezett a Linkin Park-al.
Az album harmadik száma, a "Right Now" Tyler Perry The Family That Preys című filmjében is hallható.
2006 novemberében kiadták a "Remember the Name" klipjét. Shinoda kijelentette, hogy a Fort Minor szünetel a Linkin Park miatt.
2006-ban Holly Brook a "Where'd You Go"-nak kiadott egy verzióját, amit csak a rádiókban lehetett hallani. Ebben nem szerepel Mike Shinoda.

## Diszkográfia
Stúdióalbumok
- 2005: The Rising Tied
- 2005: Fort Minor: Sampler Mixtape
- 2005: Fort Minor: We Major

Kislemezek
- 2005: Petrified
- 2005: Believe Me
- 2006: Remember the Name
- 2006: Where'd You Go
- 2006: S.C.O.M. / Dolla
- 2006: Get It / Spraypaint & Ink Pens

## Egyéb számok
- Move On (Mr. Hahnnal)
- Do What We Did (a Styles of Beyonddal)
- Tools of the Trade (a Styles of Beyonddal és a Celph Titleddel)
- Start It All Up
- Strange Things
- Second To None (a Styles of Beyonddal)

## Külső hivatkozások
- Fort Minor a MySpace-en
- Fort Minor Militia
- Hivatalos Street Team Archiválva 2008. július 4-i dátummal a Wayback Machine-ben